# 24346 Lehienphan
24346 Lehienphan este un asteroid din centura principală de asteroizi.

## Descriere
24346 Lehienphan este un asteroid din centura principală de asteroizi. A fost descoperit pe 5 ianuarie 2000 la Socorro, New Mexico, în cadrul proiectului LINEAR. Asteroidul prezintă o orbită caracterizată de o semiaxă mare de 3,17 ua, o excentricitate de 0,17 și o înclinație de 6,2° în raport cu ecliptica.